# Cymopterus hendersonii
Cymopterus hendersonii là một loài thực vật có hoa trong họ Hoa tán. Loài này được (J.M.Coult. & Rose) Cronquist mô tả khoa học đầu tiên năm 1961.